# Benjámin Cseke
Benjámin Cseke (Budapest, 22 luglio 1994) è un calciatore ungherese, centrocampista del Vasas.

## Caratteristiche tecniche
È un centrocampista centrale.

## Palmarès

### Club

#### Competizioni nazionali
- Coppa d'Ungheria: 1

Újpest: 2017-2018
- Nemzeti Bajnokság II: 1

MTK Budapest: 2019-2020